# Crotalaria inopinata
Crotalaria inopinata là một loài thực vật có hoa trong họ Đậu. Loài này được (Harms) Polhill miêu tả khoa học đầu tiên.